# Anterhynchium auromaculatum
Anterhynchium auromaculatum är en stekelart som först beskrevs av Henri Saussure 1852.  Anterhynchium auromaculatum ingår i släktet Anterhynchium och familjen Eumenidae. Inga underarter finns listade i Catalogue of Life.